# Радість моя
«Радість моя» — радянський художній фільм 1961 року, знятий на Кіностудії ім. О. Довженка.

## Сюжет
Про те, як пристрасть до придбання розвела молоде подружжя. Колгоспний водій Василь і юна Анюта були щасливі, вони відсвяткували весілля. А незабаром подружнє життя стає тягарем для дівчини, тому що для Василя головним стало купувати, здобувати… І всього йому замало… А коли Анюта пішла від нього, Василь відчув, що без неї йому взагалі нічого не треба.

## У ролях
- Людмила Черепанова — Анюта
- Володимир Волков — Василь
- Олексій Кожевников — Борис
- Ірина Бойко — епізод
- Рита Гладунко — Клавдія
- Федір Іщенко — епізод
- Світлана Кондратова — Нюся
- Ольга Ножкина — мати Василя
- Поліна Нятко — тітка Марина
- Світлана Сологуб — епізод
- Юрій Цупко — Якименко
- Валентин Черняк — голова колгоспу
- Сергій Дворецький — шофер
- Ольга Реус-Петренко — епізод
- Павло Шкрьоба — епізод
- Маргарита Янголь — епізод
- Анатолій Гриневич — епізод

## Знімальна група
- Режисери — Микола Мащенко, Ігор Вєтров
- Композитор — Вадим Гомоляка